# Richmond (North Yorkshire)
Richmond – miasto w Anglii, w hrabstwie North Yorkshire, w dystrykcie (unitary authority) North Yorkshire. Leży nad rzeką Swale, nieopodal Parku Narodowego Yorkshire Dales, 66 km na północny zachód od miasta York i 339 km na północ od Londynu. Miasto liczy 8970 mieszkańców.
Na południe od miasta, w odległości kilku kilometrów położona jest baza wojskowa Catterick Garrison.